# Jaz Psie Pole
Jaz Psie Pole – jaz kozłowo-iglicowy, położony we Wrocławiu, wybudowany w ramach Stopnia Wodnego Psie Pole. Jaz piętrzy wody odnogi rzeki Odry – w 2,930 km Starej Odry. Jaz został wybudowany podczas realizacji inwestycji z zakresu hydrotechniki prowadzonej we Wrocławiu, polegającej na przebudowie drogi wodnej na rzece Odra prowadzącej do i przez miasto, ale z pominięciem centrum miasta, tj. Śródmiejskiego Węzła Wodnego. Inwestycja ta była przeprowadzona w latach 1892–1897 i polegała na budowie nowego szlaku żeglugowego, głównie pod kątem możliwości przewozu drogą wodną materiałów masowych, szczególności węgla z Górnego Śląska. W tym celu, częściowo istniejącym wcześniej korytem, służącym do odprowadzenia wód wezbraniowych i powodziowych, a częściowo nowym Kanałem Miejskim przeprowadzono nową drogę wodną, tzw. Drogę Wielkiej Żeglugi, Wrocławski Szlak Miejski.
Jest to jedyny funkcjonujący obecnie jaz kozłowo-iglicowy na Odrze. Jaz ten jest oparty na pierwszej konstrukcji na świecie (1834 r.) inż. Poiree, umożliwiającej przy całkowitym przegrodzeniu rzeki w pełni kontrolowanie zmian poziomów wody w stanowisku górnym stopnia.

## Funkcje
Jaz reguluje stany wody:
- stan wody górnej dla Śluzy Miejskiej[b]
- stan wody dolnej dla Śluzy Szczytniki[c].

Na tym ramieniu rzeki:
- powyżej położony jest Jaz Szczytniki, wchodzący w skład poprzedniego stopnia wodnego – Stopień Wodny Szczytniki
- poniżej położony jest Jaz Różanka, wchodzący w skład następnego stopnia wodnego – Stopień Wodny Różanka.

Jaz przegradza koryto:
- na lewym brzegu tego koryta znajduje się teren osiedla Zacisze[d],
- prawy brzeg stanowi grobla, rozdzielająca Starą Odrę od żeglugowego Kanału Miejskiego[e].

Stara Odra:
- poniżej jazu, na prawym brzegu, łączy się z Kanałem Powodziowym i nieco dalej za Mostami Warszawskimi z Kanałem Żeglugowym,
- powyżej jazu, na lewym jej brzegu, oddziela się Kanał Miejski, którym biegnie Droga Wielkiej Żeglugi (Miejska Droga Wodna).

## Charakterystyka
Przy normalnym piętrzeniu różnica poziomów wody wynosi 1,35 m. Jaz posiada dwa przęsła po 38 m każdy, co daje łącznie prześwit 76 m, przy całkowitej długość jazu wynoszącej 78,5 m. W każdym przęśle znajduje się po 29 sztuk (łącznie 58 sztuk) stalowych kozłów o rozstawie 1,26 m, i wysokości: w przęśle prawym 2,99 m, a w przęśle lewym 2,79 m. Na kozłach oparto pomosty o szerokości 1,1 m, umożliwiające operowanie iglicami. W każdym przęśle znajduje się po 316 iglic (łącznie 632 iglice), opieranych na kozłach i o próg jazu, o wymiarach: w przęśle lewym 0,12 × 0,12 × 3,0 m, a w przęśle prawym 0,12 × 0,12 × 3,2 m. Ponur wykonany jest z betonu – 2,20 m, poszur z bloków betonowych – 12,35 m. Dwa przyczółki i jeden filar środkowy (o szerokości 2,5 m), wykonane są również z betonu, a oblicowane kamieniem granitowym. Natomiast progi obu przęseł jazu wykonane są z ciosów granitowych. Iglice wykonane są z drewna. Na potrzeby obsługi jazu i magazynowanie niezbędnych elementów, wybudowano również budynki przy Ulicy Pasterskiej 1, 1a, 1b. Czas montażu lub demontażu ruchomej konstrukcji jazu wynosi co najmniej 8 godzin roboczych jednej brygady. Regulacja przepływu może być dokonywana poprzez demontaż części iglic. W przypadku konieczność przeprowadzenia jak największej ilość wód, np. podczas wezbrań, kozły po zdemontowaniu iglic, mogą zostać położona na dnie cieku.